# The Wannabes (televíziós sorozat)
A The Wannabes amerikai televíziós filmsorozat, amelyet Doreen Spicer-Dannelly alkotott. A forgatókönyvet George Blake, Doreen Spicer és Arthur Harris írta, Alfonso Ribeiro, Richard Lyons, William Dear, Eric Dean Seaton és Robbie Countryman rendezte, a zenéjét Joel D. Catalan szerezte. Amerikában 2010. augusztus 9-étől a Starz Kids & Family kezdte el vetíteni. Magyarországon 2015. június 7-étől a Megamax kezdte el sugározni.

## Ismertető
A főhős, hat tinédzser, akik egy  művészeti iskolában szeretnének tanulni. Egyszer egy napon popsztárok szeretnének lenni, de eközben ráéreznek, hogy abban az iskolában, amelyben jelentkeztek, ott csak klasszikus zenéket és táncdalokat tanítanak. Így aztán a karrierjük elérése bonyodalmakba ütközik, és a szokásos gondjaikat is rendezniük kell valahogyan, ráadásul minden nap meg kell küzdeniük a büntetéseket alkalmazó, goromba igazgatóval is.

## Szereplők
| Szereplő         | Színész                 | Magyar hang     |
| ---------------- | ----------------------- | --------------- |
| Mariah Pettigrew | Mariah Parks            | Tamási Nikolett |
| Andrew Stark     | Andrew Bowen Stern      | Ungvári Gergő   |
| Sarah Moody      | Sarah Gabrielle LeMaire | Lamboni Anna    |
| Drew Robinson    | Drew Reinartz           | Penke Bence     |
| Shaylen Carlson  | Shaylen Carroll         | Pekár Adrienn   |
| Alan Taskin      | Alan Shaw               | Bogdán Gergő    |
| Mr. Moody        | Steven Scott            | Czető Roland    |
| Mr. Pesckow      | David LaDuca            | Tokaji Csaba    |

## Évados áttekintés
| Évad | Évad | Epizódok | Eredeti sugárzás    | Eredeti sugárzás    | Magyar sugárzás  | Magyar sugárzás  |
| Évad | Évad | Epizódok | Évadpremier         | Évadfinálé          | Évadpremier      | Évadfinálé       |
| ---- | ---- | -------- | ------------------- | ------------------- | ---------------- | ---------------- |
|      | 1    | 13       | 2010. augusztus 9.  | 2010. augusztus 27. | 2015. június 7.  | 2015. június 19. |
|      | 2    | 13       | 2010. augusztus 30. | 2011. február 17.   | 2015. június 20. | 2015. július 2.  |

## Epizódok

### 1. évad
| #   | #   | Eredeti cím                 | Magyar cím                     | Rendezte          | Írta                   | Eredeti premier     | Magyar premier   |
| --- | --- | --------------------------- | ------------------------------ | ----------------- | ---------------------- | ------------------- | ---------------- |
| 1.  | 1.  | The Wannabes Are Gonna Be   | Összeáll a banda               | Eric Dean Seaton  | Doreen Spicer-Dannelly | 2010. augusztus 9.  | 2015. június 7.  |
| 2.  | 2.  | Guys Rock, Girls Rule       | Az egyszarvú                   | Eric Dean Seaton  | Doreen Spicer-Dannelly | 2010. augusztus 12. | 2015. június 8.  |
| 3.  | 3.  | Tough Cookies               | Sült galamb                    | Eric Dean Seaton  | Doreen Spicer-Dannelly | 2010. augusztus 13. | 2015. június 9.  |
| 4.  | 4.  | Mall Beasts                 | Szörnyek minden mennyiségben   | Greg Zekowski     | Steve Trautman         | 2010. augusztus 16. | 2015. június 10. |
| 5.  | 5.  | Earth Day                   | A Föld napja                   | Robbie Countryman | Jacqueline Davis       | 2010. augusztus 17. | 2015. június 11. |
| 6.  | 6.  | All About Drew              | Minden Drewról                 | Richard Lyons     | Arthur Harris          | 2010. augusztus 18. | 2015. június 12. |
| 7.  | 7.  | She Drives Me Crazy         | Vén tyúkok                     | Greg Zekowski     | Ray Lancon             | 2010. augusztus 19. | 2015. június 13. |
| 8.  | 8.  | The Last Tango at Highlands | Az utolsó tangó a Highlandsben | Eric Dean Seaton  | Suzanne Gangursky      | 2010. augusztus 20. | 2015. június 14. |
| 9.  | 9.  | Art School of Hard Knocks   | Hard Knocks Művészeti Iskola   | Eric Dean Seaton  | George Blake           | 2010. augusztus 23. | 2015. június 15. |
| 10. | 10. | The Candidate               | Osztályelnök-választás         | Richard Lyons     | Chad Drew              | 2010. augusztus 24. | 2015. június 16. |
| 11. | 11. | The Play's the Thing        | Színjáték                      | Robbie Countryman | George Blake           | 2010. augusztus 25. | 2015. június 17. |
| 12. | 12. | Haunted Highlands           | Vér és velő                    | William Dear      | Chad Drew              | 2010. augusztus 26. | 2015. június 18. |
| 13. | 13. | Dance Revolution            | Táncforradalom                 | Alfonso Ribeiro   | Arthur Harris          | 2010. augusztus 27. | 2015. június 19. |

### 2. évad
| #   | #   | Eredeti cím        | Magyar cím                        | Rendezte          | Írta                           | Eredeti premier     | Magyar premier   |
| --- | --- | ------------------ | --------------------------------- | ----------------- | ------------------------------ | ------------------- | ---------------- |
| 14. | 1.  | Space Invaders     | Kardfogú tigris                   | Robbie Countryman | George Blake & Steve Trautmann | 2010. augusztus 30. | 2015. június 20. |
| 15. | 2.  | Playful Platypus   | Féllábú zsiráfok                  | Robbie Countryman | Arthur Harris                  | 2010. augusztus 31. | 2015. június 21. |
| 16. | 3.  | Break/Dance        | Tavasztánc                        | Robbie Countryman | Steve Trautmann & George Blake | 2010. szeptember 1. | 2015. június 22. |
| 17. | 4.  | Whacky Manager     | Elszállt menedzser                | William Dear      | Suzanne Gangursky              | 2010. szeptember 2. | 2015. június 23. |
| 18. | 5.  | Indirect TV        | Indirekt tévé, nyuszimuszi        | Robbie Countryman | Arthur Harris                  | 2010. szeptember 3. | 2015. június 24. |
| 19. | 6.  | Prank Wars         | Andrew bosszúja                   | Alfonso Ribeiro   | George Blake & Steve Trautmann | 2010. szeptember 6. | 2015. június 25. |
| 20. | 7.  | The Plagiarist     | Hiphopszonáta 1-2. rész           | Robbie Countryman | Steve Trautmann & George Blake | 2010. szeptember 7. | 2015. június 26. |
| 21. | 8.  | The Plagiarist     | Hiphopszonáta 1-2. rész           | Richard Lyons     | George Blake & Steve Trautmann | 2010. szeptember 8. | 2015. június 27. |
| 22. | 9.  | Stuck in the Mall  | A pláza fogságában                | William Dear      | Chad Drew                      | 2010. szeptember 9. | 2015. június 28. |
| 23. | 10. | Internet Sensation | Internetszenzáció                 | Robbie Countryman | Doreen Spicer-Dannelly         | 2011. február 14.   | 2015. június 29. |
| 24. | 11. | Beyond the Music   | Mindent a bandáról                | Robbie Countryman | Arthur Harris                  | 2011. február 15.   | 2015. június 30. |
| 25. | 12. | Classroom Musical  | Az álmok valóra válnak 1.-2. rész | Robbie Countryman | George Blake & Steve Trautmann | 2011. február 16.   | 2015. július 1.  |
| 26. | 13. | Classroom Musical  | Az álmok valóra válnak 1.-2. rész | Robbie Countryman | Doreen Spicer-Dannelly         | 2011. február 17.   | 2015. július 2.  |